# 鹿島台町
鹿島台町（かしまだいまち）は、かつて宮城県志田郡に属していた町である。2006年3月合併で大崎市となった。仙台市への通勤率は15.7%、古川市への通勤率は5.3%（いずれも平成17年国勢調査）。

## 地理
宮城県中部に位置し、町の東に鳴瀬川、南に吉田川が流れる。北部が丘陵地、南部が平地になっており、かつ南部には旧・品井沼を干拓した低地がある。鳴瀬川と吉田川の合流の関係から、その低地帯には鳴瀬川からの逆流による洪水が発生した。
- 河川：鳴瀬川、吉田川

## 歴史
- 1889年4月1日 市町村制施行により、木間塚村、船越村、平渡村、広長村、深谷村、大迫村が合併し、鹿島台村が発足する。
- 1909年10月 村役場が平渡字上戸囲10番地から平渡字西要害21番地に移転（事務室42.5坪、使丁室7.5坪、物置12.5坪）。同年10月17日には村会で旧村役場の建物2棟は無代価をもって平渡49番地の民家に払下げられた[1]。
- 1932年 木造平屋建て瓦葺きの村役場庁舎を新築[2]。
- 1951年7月1日 町制施行により鹿島台町となる。
- 1986年8月 台風により吉田川の堤防が4箇所で破堤し、町の中心部を含む広範囲が洪水による水害（8.5水害）を被る[3]。
- 2006年3月31日 古川市、三本木町、松山町、田尻町、鹿島台町、岩出山町、鳴子町が合併して大崎市誕生。

## 行政

### 歴代町長
- 初代＝菊地良逸（1951年7月1日～1975年4月29日）
- 2代＝鹿野文永（1975年4月30日～2006年3月30日）

## 経済

### 産業
- 農業が中心の町である。

## 姉妹都市・提携都市

### 海外
- 鄭州市金水区（中華人民共和国）
  - 1993年7月 姉妹都市締結

## 教育
高等学校
宮城県鹿島台商業高等学校
中学校
鹿島台町立鹿島台中学校
小学校
鹿島台町立鹿島台小学校

## 交通

### 鉄道
- 東日本旅客鉄道
  - 東北本線：鹿島台駅

### 路線バス
- ミニバスかしまだい
- 大郷町住民バス（一部便が鹿島台駅に乗り入れ）
- 美里町住民バス（美里線が鹿島台駅に乗り入れ）

### 道路
- 一般国道
  - 国道346号
- 都道府県道
  - 宮城県道16号石巻鹿島台大衡線
  - 宮城県道19号鹿島台高清水線
  - 宮城県道40号利府松山線
  - 宮城県道60号鹿島台鳴瀬線
  - 宮城県道149号鹿島台停車場線
  - 宮城県道242号大迫松山線

## 名所・旧跡・観光スポット・祭事・催事
- 鹿島台神社
- 滝沢不動尊
- 八穴横穴古墳
- 石竹貝塚
- 鳴瀬川白鳥飛来地
- みちのく路

### イベント
- 互市
- 鹿島台わらじまつり

## 出身有名人
- 鎌田三之助（政治家）
- 相澤国之 (プロボクサー)